# Zoquiapa, Puebla
Zoquiapa är en ort i Mexiko.   Den ligger i kommunen Tlapacoya och delstaten Puebla, i den sydöstra delen av landet, 150 km nordost om huvudstaden Mexico City. Zoquiapa ligger 1 038 meter över havet och antalet invånare är 324.
Terrängen runt Zoquiapa är kuperad åt sydväst, men åt nordost är den bergig. Runt Zoquiapa är det ganska tätbefolkat, med 160 invånare per kvadratkilometer. Närmaste större samhälle är Olintla, 17,6 km öster om Zoquiapa. Omgivningarna runt Zoquiapa är en mosaik av jordbruksmark och naturlig växtlighet.